# يوفتون نرفت (باركشير)
يوفتون نرفت (بالإنجليزية: Ufton Nervet)‏ هي قرية و أبرشية مدنية تقع في المملكة المتحدة في إنجلترا. يقدر عدد سكانها بـ 296 نسمة ومساحتها 6.48 كم2 .